# هیل (روزنامه)

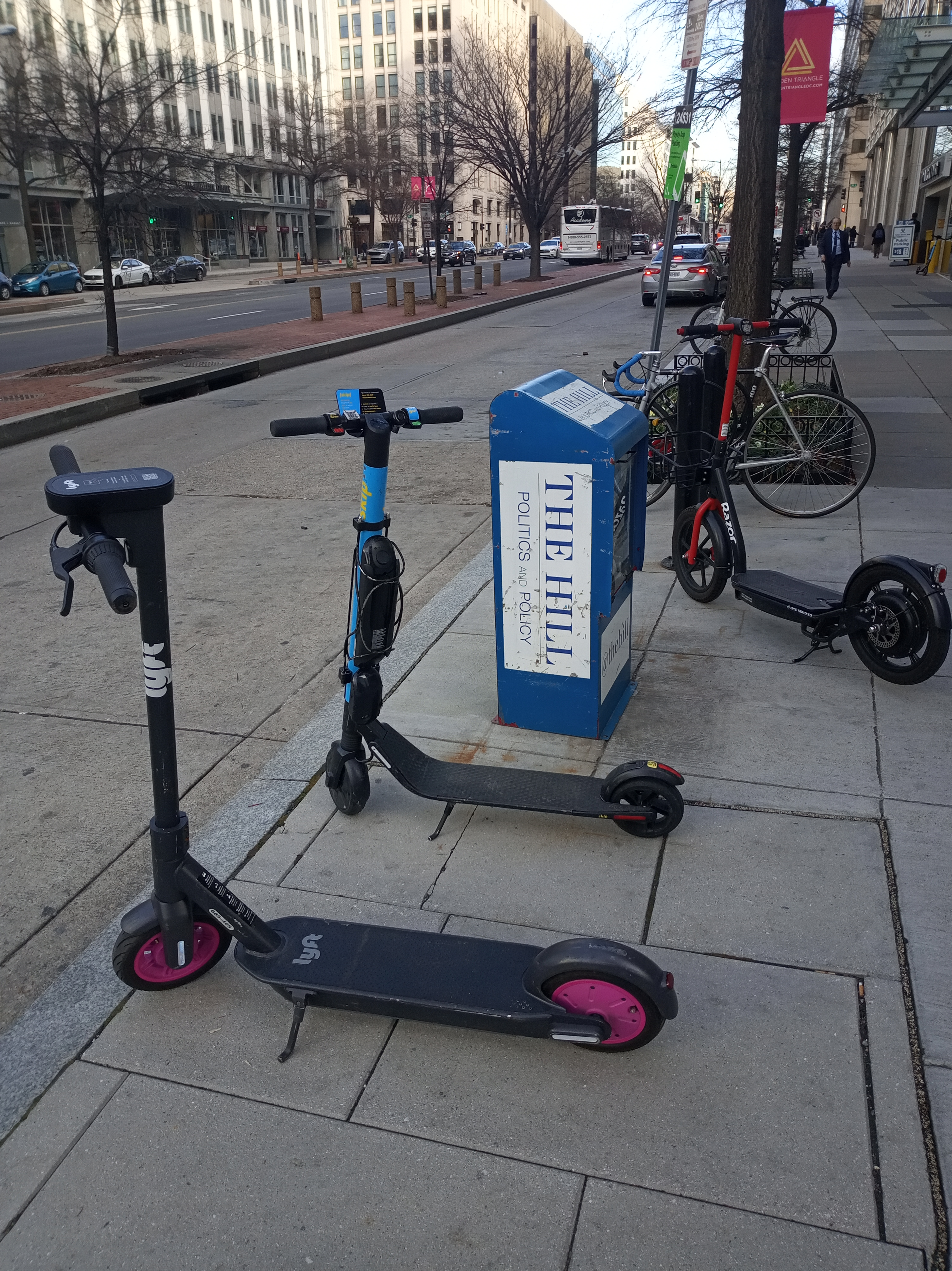
جعبه فروش هیل

نشریهٔ هیل (به انگلیسی: The Hill)، یک روزنامه و وبگاه روزنامه‌نگاری سیاسی آمریکا است که در واشینگتن دی سی از سال ۱۹۹۴ توسط تاجر نیویورکی جری فینکلشتاین منتشر می‌شود. اولین سردبیر هیل، مارتین تولچین، خبرنگار سابق دفتر نیویورک تایمز در واشینگتن بود. تمرکز این نشریه بر روی موضوعاتی همچون سیاست، تجارت و روابط بین‌الملل است. نشریه هیل رویدادهایی مانند: کنگره ایالات متحده، ریاست جمهوری و مبارزات انتخاباتی را پوشش می‌دهد.